# Зодіак Мемфіс-стріт
«Зодіак Мемфіс-стріт» (англ. The Zodiac of Memphis Street) — п'єса американського драматурга Вілфорда Ліча, написана 1954 року.
П'єса «Зодіак Мемфіс-стріт» (інша назва — «Люки місяця», англ. Trapdoors of the Moon) написана Вілфордом Лічем під час навчання в Університеті Іллінойсу, де він здобував ступінь магістра мистецтв та доктора філософії. Героєм п'єси є стара жінка, яку вважали відьмою, та її онук. Особливістю двогодинної п'єсі було те, що замість пісень в ній були танці, поставлені університетським хореографом. Головну роль виконала Маргарет Діц, танцівниця школи Мері Вігман.
Музику для п'єси написав старий товариш Ліча, викладач Університету Іллінойсу та композитор Бен Джонстон, з яким драматург вже співпрацював раніше. Джонстон вирішив використати для акомпанементу невеликий камерний ансамбль, що складався з двох скрипок, альту, віолончелі, контрабаса, клавесину, фортепіано та двох перкусіоністів. Двоактна п'єса містила 14 музичних номерів, серед яких прелюдії, танці (включаючи самбу та танго), номери для всього оркестру та сольні партії перкусіоністів. За словами музикознавиці Хайді фон Гунден, тональна частина твору була звичною, але ритмічна — складнішою та прогресивнішою, з неодноразовими змінами ритму й розміру та метричними модуляціями.
Виставу було показано в Університеті Іллінойсу, а пізніше — в Коледжі Сари Лоуренс, де Вілфорд Ліч працював викладачем. Рукопис музики Бена Джонстона зберігається в бібліотеці Північно-Західного університету в Іллінойсі.